# Fêtes de Genève

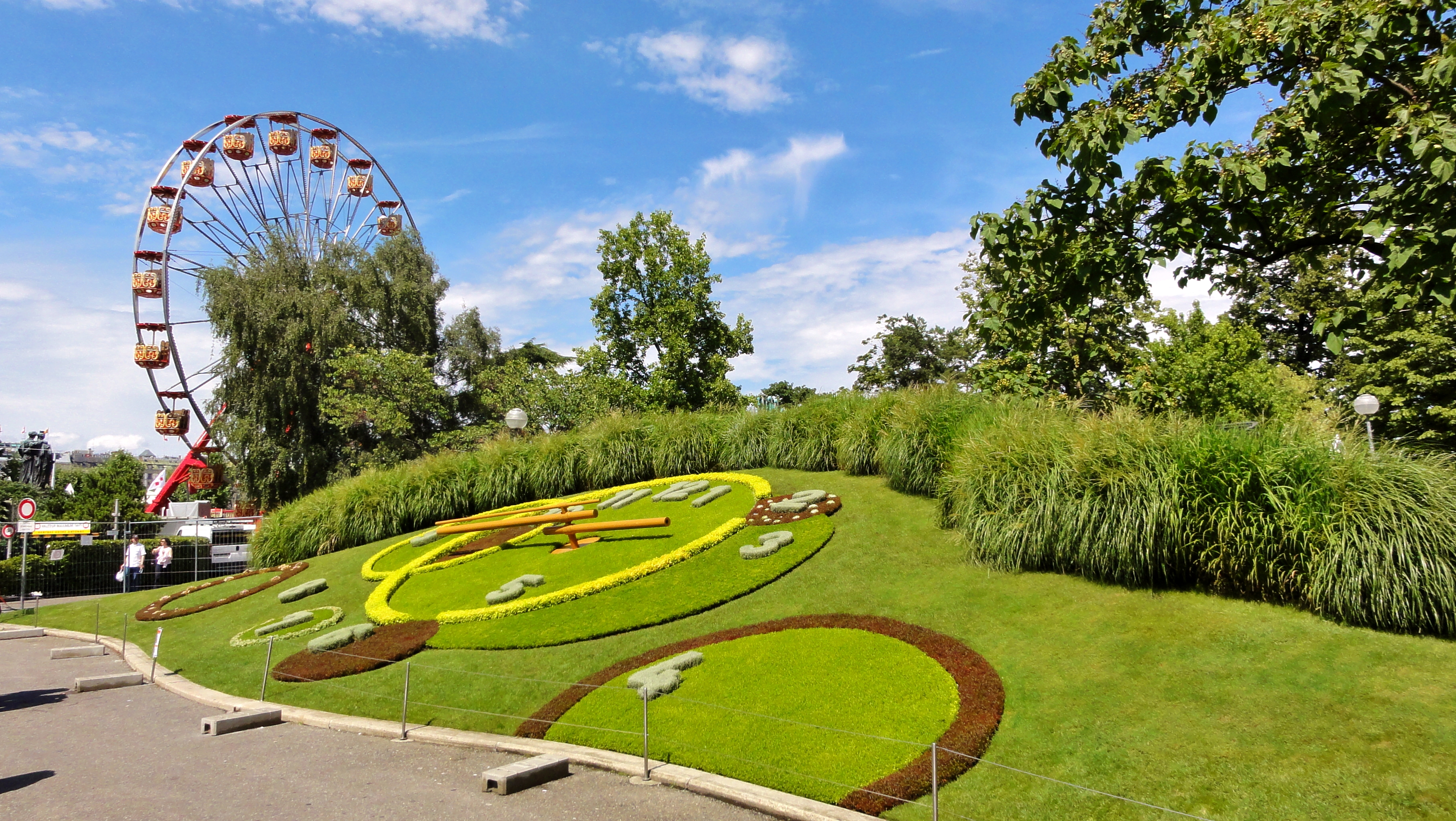
Horloge fleurie au Jardin anglais (Fêtes de Genève 2012).

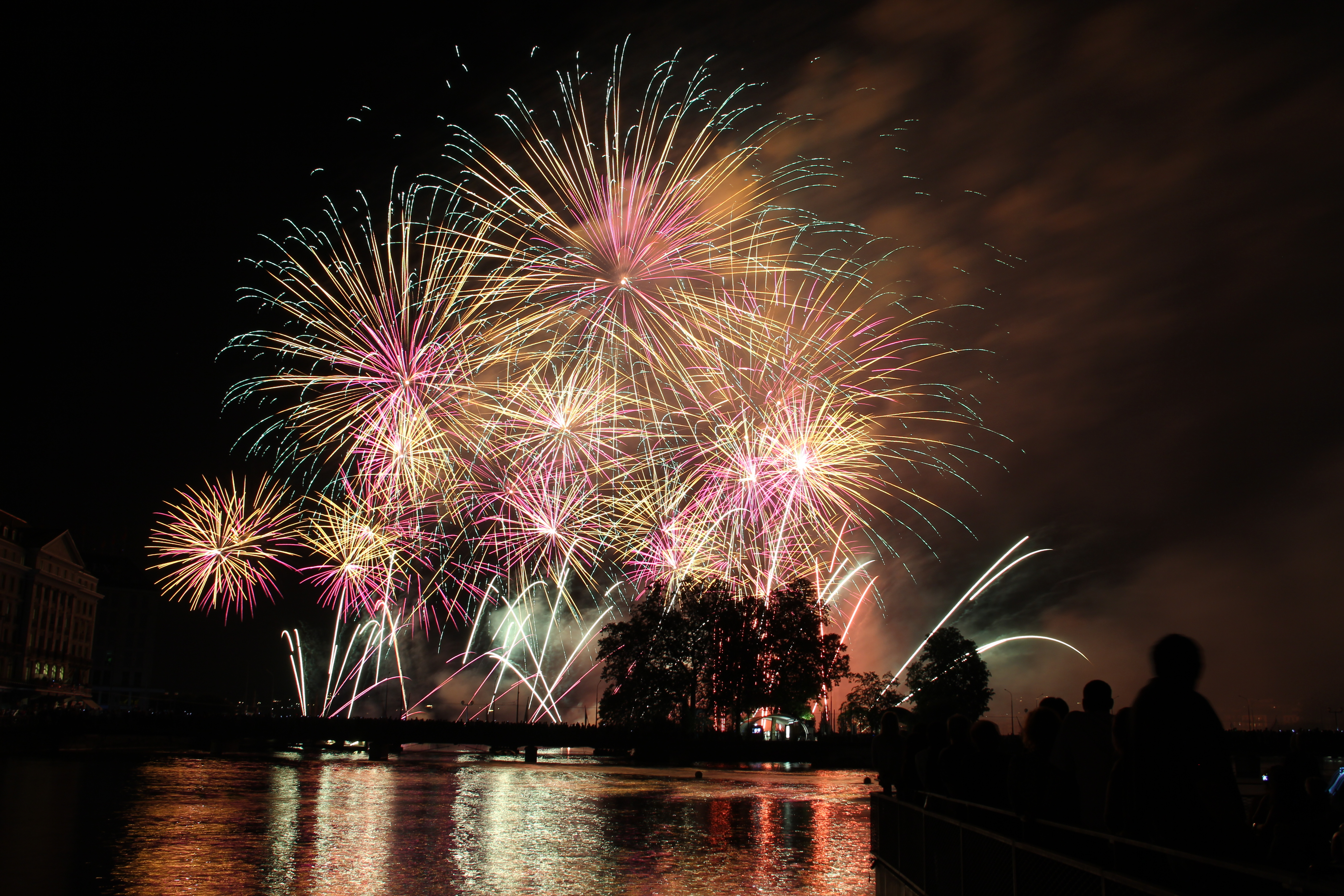
Le grand feu d'artifice des Fêtes de Genève (2012).

Les Fêtes de Genève étaient un événement qui se déroulait tous les étés autour de la rade de Genève (Suisse) jusqu'en 2019 et célèbres pour leur grand feu d'artifice.

## Historique
Dans les années 1920, Genève vibre à la fin de chaque mois de juin aux rythmes de la Fête des fleurs. Les premiers documents retrouvés sont des photos de 1923 mais c'est à partir de la quatrième Fête des fleurs, les 26 et 27 juin 1926, que l'on trouve des programmes imprimés par l'Association des intérêts de Genève.
En 1947, l'Association des intérêts de Genève se propose d'organiser vers la mi-août de grandes manifestations populaires qui commenceraient le vendredi soir, par des concerts populaires et des bals en plein air, et se poursuivraient le samedi par des cortèges costumés, des corsos fleuris, des concours d'élégances costumés, des dîners et des représentations de music-hall et de cabaret, une grande fête de nuit et un feu d'artifice. Les premières Fêtes de Genève sont un immense succès populaire.
En 1955, les Fêtes de Genève font place à la Fête des vignerons et le canton, qui s'honore d'avoir le plus grand vignoble de Suisse, s'incline et cède la première place à Vevey. L'édition 1975 est animée par l'école de samba de Rio de Janeiro. Quant à l'édition 1976, elle donne dans la nostalgie, en souvenir de la Fête des fleurs de 1926, avec des défilés d'automobiles, de motocyclettes, de side-cars, de tandems, de trottinettes et d'attelages. Pour la première fois, les feux d'artifice sont pyromélodiques.
En 1993, pour la première fois, le Carnaval de Nice est l'invité d'honneur et défile avec ses propres chars. Le périmètre de la manifestation est étendu en obtenant la fermeture du pont du Mont-Blanc. À cette époque, les Fêtes attirent environ 300 000 visiteurs sur quatre jours. En 1997, la fréquentation des Fêtes atteint pour la première fois la barre des 450 000 visiteurs. Parmi les nouveautés, la Lake Parade fait alors sensation. En 1998, année où le pays hôte d'honneur est la Tunisie, 800 000 visiteurs sont dénombrés.
Dès 1999, les Fêtes se déroulent sur dix jours et rencontrent un énorme succès grâce notamment à une programmation artistique toujours plus riche (Lake Parade, parade tropicale, feux d'artifice, parade aérienne, spectacle aquatique, concerts classiques, défilés de mode, etc.). En 1999, l'invité d'honneur est le peuple tibétain qui est représenté sur l'Île Rousseau à travers diverses manifestations culturelles ainsi que par la présence du Dalaï lama. Cette année-là, 1 600 000 visiteurs prennent part aux festivités.
En 2004, le Vietnam est pays hôte d'honneur, suivi en 2005 par la Chine. En 2008, Moscou participe à la manifestation, et en 2009 le Sultanat d'Oman investit le Jardin anglais par une féerie enchanteresse. En 2010, Année du Cirque, un grand chapiteau s'installe au cœur dudit parc, et en 2011 l'Inde fait sensation en tant que pays hôte d'honneur. 2012, l'Année de l'Eau est à l'honneur, avant le Portugal en 2013, et le Bicentenaire de l'entrée de Genève dans la Confédération occupe le centre de l’événement en 2014. Enfin, en 2015, le Terroir genevois anime magnifiquement l'ensemble des dernière Fêtes de Genève placée sous l'ancienne équipe, sur une durée de 24 jours, comprenant les Pré-Fêtes créées depuis 2004 au sein du Jardin anglais.
À la suite de deux études de marché conduites en 2005 et en 2013 par le BAK, organe suisse réputé pour sa rigueur, les Fêtes de Genève se révèlent être une source de retombées économiques directes et indirectes importantes pour Genève, avec plus de 120 millions de francs suisses par édition. Plus de 2 millions de visiteurs y sont recensés chaque année, dont près de 500 000 rien que pour les grands Feux d'artifice, reconnus parmi les plus importants au monde.

### Déficits en 2016 et 2017
Le mardi 17 novembre 2015, Genève Tourisme organise une conférence de presse pour annoncer que les Fêtes de Genève sont rebaptisées Geneva Lake Festival. Il y est aussi annoncé que les Fêtes de Genève seront raccourcies à 10 jours. Le mercredi 18 novembre, un sondage lancé par la Tribune de Genève indique que l'accueil de ce nouveau concept est mitigé. En effet, seuls 46,5 % des lecteurs de ce journal sont séduits par celui-ci.
Un nouveau sondage de la Tribune de Genève en date du 16 août 2016 se montre bien plus sombre. Les mitigés et médiocres atteignent 38,1 % contre 15,5 % pour les excellent et bien, soit, en tenant compte uniquement des personnes ayant été aux Fêtes, un pourcentage d'insatisfait de 70 %. Les commentaires apparaissant sur les pages web de ce journal reprochent en majorité l'élitisme de ce nouveau concept et le manque d'ambiance populaire.
En 2017, l'événement reprend le nom de Fêtes de Genève et dure du 3 au 13 août.
En avril 2017, le responsable français engagé par la Fondation Genève Tourisme pour organiser les Fêtes de Genève 2016 est remercié avec effet immédiat, à la suite de dépassements budgétaires outranciers et d'une gestion de l'événement désastreuse, entraînant un audit de l’État de Genève et de la Cour des Comptes. Il s’avérera que le déficit, à charge de la Fondation Genève tourisme, dépassera les 6 millions de francs, selon les informations officielles données en conférence de presse et dans les médias.
Cette organisation calamiteuse va hélas se répéter à l'été 2017, avec un nouveau responsable, cette fois Genevois, engagé en avril 2017, et qui va également conduire l'organisation dans les chiffres rouges avec plus de 3,5 millions de déficit. Ces deux années catastrophiques vont pousser la Fondation Genève Tourisme à licencier avec libération de l’obligation de se présenter au travail son Directeur général et le nouveau responsable des Fêtes de Genève à mi-décembre 2017.
L'avenir de la manifestation est désormais bien sombre, à l'horizon 2018, avec une étape importante à franchir en mars 2018, une votation populaire municipale, soit uniquement la Ville de Genève, pour traiter d'une initiative visant à réduire la durée de la manifestation à 4,5 jours, ainsi que toute une série de mesures contraignantes synonymes d'une mort programmée de l'événement. Un contre-projet émanant des milieux politiques municipaux (Ville de Genève) sera proposé aux votants, pour maintenir un statut de 10 jours. La Fondation Genève Tourisme annonce décider au début 2018 si elle poursuivra l'organisation de cette manifestation, ou renoncera faute de moyens financiers désormais bien érodés.
Il est important de souligner que les Fêtes de Genève se doivent d'être autofinancées, étant sous la seule responsabilité de la Fondation privée Genève Tourisme & Congrès, propriétaire de l'événement depuis 1923, année de sa création. Nombre de Genevois et de visiteurs des Fêtes de Genève persistent à croire que la manifestation est financée par leurs impôts, alors que cela n'a jamais été le cas, y compris le célèbre Feu d'artifice. La Ville et le Canton de Genève ne versent aucune contribution financière pour équilibrer les comptes, soutenant les Fêtes de Genève par des prestations de certains services et faisant l'impasse sur la facturation de l'occupation du domaine public. Les déficits cumulés en 2016 et en 2017, alors que les comptes étaient équilibrés jusqu'en 2015 avec l'ancienne équipe d'organisateurs, mettent ainsi à mal les finances-mêmes de la Fondation Genève Tourisme.

### 2019: la fin
En 2019, les fêtes de Genève sont définitivement supprimées pour raisons budgétaires. Un village suisse et une grande roue sont néanmoins installées durant l'été. Le feu d'artifice est conservé et a eu lieu le 10 août.